# Iszmáíl Mohamad
Ászmáíl Mohamad (1990. április 5. –) katari labdarúgó, az élvonalbeli Al-Duhail csatára.

## Pályafutása

### A válogatottban
2013-ban mutatkozott be a katari válogatottban. Részt vett a 2015-ös Ázsia-kupán, a 2021-es CONCACAF-aranykupán, a 2022-es világbajnokságon és a 2023-as Ázsia-kupán.

## Sikerei, díjai

### Klubcsapattal
Al-Duhail (Lekhwiya)
- Katari bajnokság (6): 2011–12, 2013–14, 2014–15, 2016–17, 2017–18, 2019–20
- Katari kupa (3): 2013, 2015, 2018
- Sheikh Jassim kupa (2): 2015, 2016
- Katari Emír-kupa (4): 2016, 2018, 2019, 2022

### A válogatottal
Katar
- Nyugat-ázsiai labdarúgó-bajnokság: 2014
- Öböl-kupa: 2014
- Ázsia-kupa: 2023